# بادي وارتون
بادي وارتون (بالإنجليزية: Paddy Wharton)‏ هو لاعب كرة قدم بريطاني في مركز حراسة المرمى، ولد في 27 مايو 2000. لعب مع نادي ستاليبريدج سيلتيك.